# Ashtoret
Genre
Ashtoret est un genre de crabes de la famille des Matutidae. 

## Liste des espèces
Selon World Register of Marine Species (27 novembre 2020) :
- Ashtoret granulosa (Miers, 1877)
- Ashtoret lunaris (Forskål, 1775)
- Ashtoret maculata (Miers, 1877)
- Ashtoret miersii (Henderson, 1887)
- Ashtoret obtusifrons (Miers, 1877)
- Ashtoret picta (Hess, 1865) - espèce type[2]
- Ashtoret sangianulata Galil & Clark, 1994
- Ashtoret shengmuae Galil & Clark, 1994

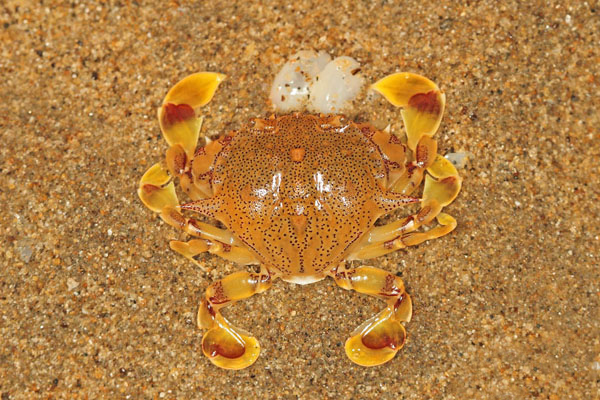
Ashtoret lunaris.
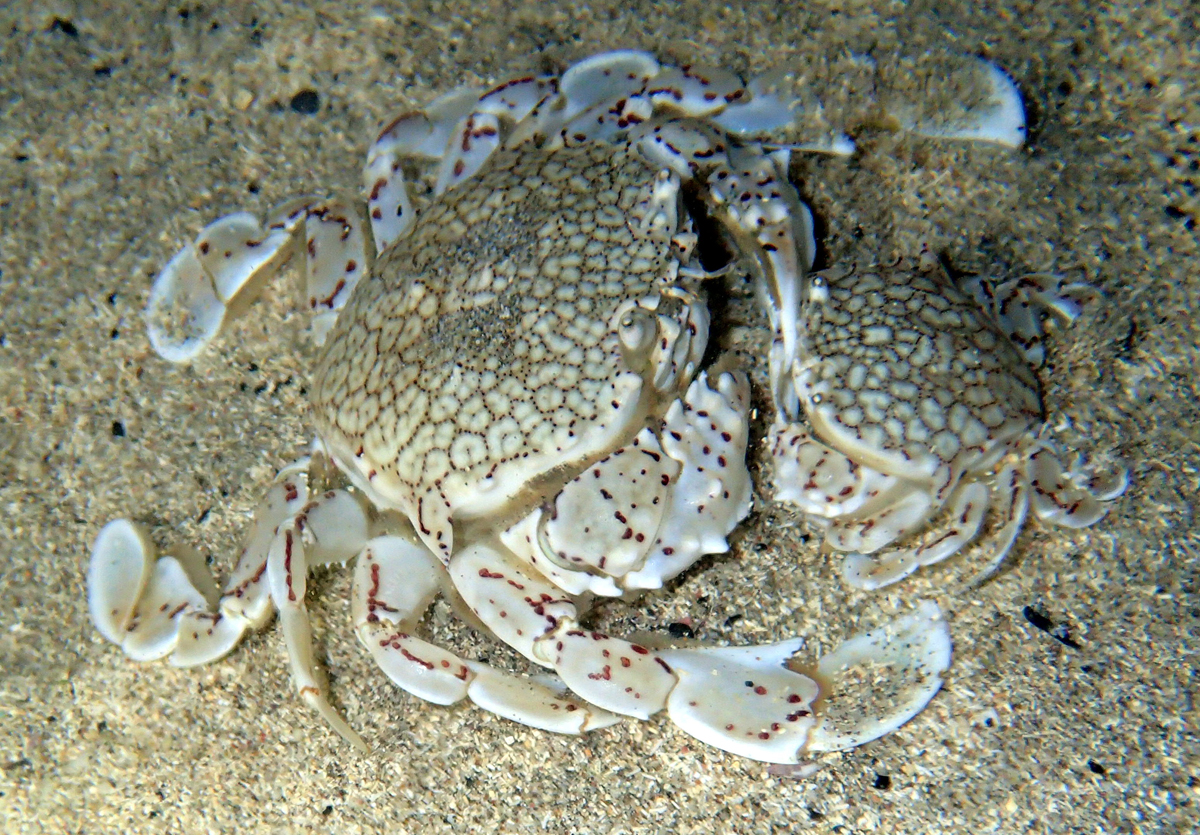
Ashtoret picta.

## Étymologie
Le nom du genre Ashtoret fait référence à Ashtoret, la déesse phénicienne de la fertilité et de l'eau.

## Publication originale
- (en) Bella S. Galil et Paul F. Clark, « A revision of the genus Matuta Weber, 1795 (Crustacea: Brachyura: Calappidae) », Zoologische Verhandelingen, Leyde, Musée national d'histoire naturelle, vol. 294, no 1,‎ 1994, p. 1-55 (ISSN 0024-1652, lire en ligne).